# 點斑橫帶蝴蝶魚
點斑橫帶蝴蝶魚，又稱斑帶蝴蝶魚，俗名虎皮蝶、繁紋蝶，為輻鰭魚綱鱸形目蝴蝶魚科的其中一種。

## 分布
本魚分布於印度太平洋區，包括斯里蘭卡、馬來西亞、安達曼海、泰國、菲律賓、印尼、中國南海、東海、日本、台灣、越南、新幾內亞、所羅門群島、澳洲、馬里亞納群島、馬紹爾群島、密克羅尼西亞、帛琉、諾魯、斐濟群島、東加、吉里巴斯、吐瓦魯、萬納杜、夏威夷群島、法屬波里尼西亞、加利福尼亞灣、加拉巴哥群島、復活節島、墨西哥、厄瓜多等海域。

## 深度
水深1至45公尺。

## 特徵
本魚體近圓形側扁，體黃色，具亮黃色眼帶。在背鰭起點處有一塊黑斑。體側有多條暗色橫帶，但橫帶皆未達腹部，且橫帶間及腹部有許多暗斑排列成平行縱帶。尾柄成深黃色或金黃色。胸腹部顏色較淡，在背鰭和臀鰭上有許多較細的暗帶，尾鰭上的暗帶較寬且尾鰭後緣顏色較淡。背鰭硬棘13枚、軟條23至25枚；臀鰭硬棘3枚、軟條18枚。體長可達20公分。

## 生態
本魚喜棲息在珊瑚繁茂的乾淨水域，常成對在珊瑚礁區活動，偶爾會出現在亞潮帶的珊瑚礁平台。屬雜食性，食物種類繁多包括底漆無脊椎動物、珊瑚蟲、藻類碎片等。

## 經濟利用
為觀賞性魚類，不供食用。